# 舍夫兰维利耶
舍夫兰维利耶（法語：Chevrainvilliers，法語發音：[ʃəvʁɛ̃vilje] ⓘ）是法国塞纳-马恩省的一个市镇，属于枫丹白露区。

## 地理
舍夫兰维利耶（48°14'42"N, 2°36'54"E）面积8.95 平方千米，位于法国法蘭西島大區塞纳-马恩省，该省份为法国北部内陆省份，北起瓦兹省，西接埃松省、马恩河谷省、塞纳-圣但尼省和瓦兹河谷省，南至卢瓦雷省，东南接约讷省，东临马恩省和奥布省，东北接埃纳省。
与舍夫兰维利耶接壤的市镇（或旧市镇、城区）包括：拉尔尚、盖尔舍维尔、加朗特勒维尔、欧费维尔、沙特努瓦、奥尔梅松、圣皮埃尔莱讷穆尔。

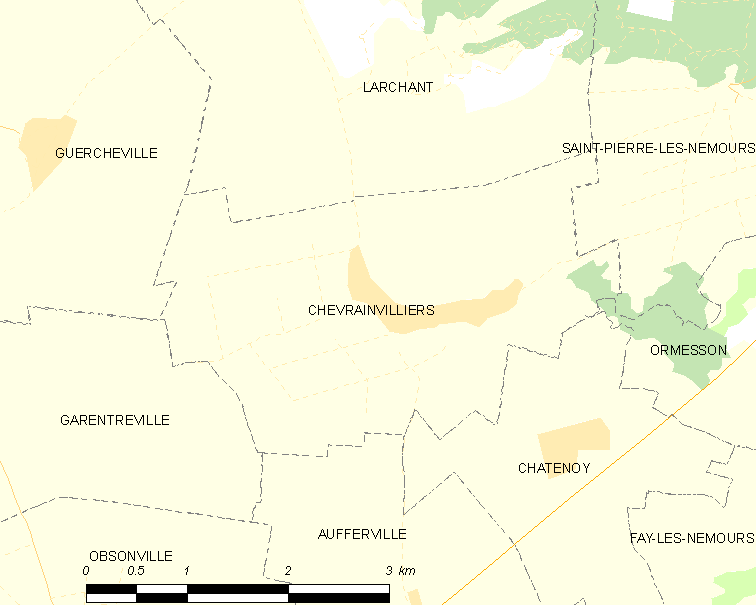
舍夫兰维利耶的OSM定位图

舍夫兰维利耶的时区为UTC+01:00、UTC+02:00（夏令时）。

## 行政
舍夫兰维利耶的邮政编码为77760，INSEE市镇编码为77112。

## 政治
舍夫兰维利耶所属的省级选区为讷穆尔县。

## 人口

1962-2008年间舍夫兰维利耶人口变化图示

舍夫兰维利耶于2022年1月1日时的人口数量为255人。